# Chef de l'opposition (Portugal)
Pour les articles homonymes, voir Chef de l'opposition.
Le chef de l'opposition (en portugais : Líder da Oposição) est le titre officieux accordé au dirigeant du plus important parti politique portugais ne soutenant pas le gouvernement à l'Assemblée de la République.
Historiquement, ce titre a presque toujours été détenu par le président du Parti social-démocrate (PPD/PSD) et le secrétaire général du Parti socialiste (PS).
L'actuel détenteur de ce titre est le président et fondateur de CHEGA, André Ventura, depuis le 3 juin 2025. Lui et le communiste Álvaro Cunhal sont les seuls chefs de l'opposition à ne pas faire partie des deux partis traditionnels (PPD/PSD et PS).

## Reconnaissance institutionnelle
Bien que la fonction ou le titre de « chef de l'opposition » ne soient régulés par aucune norme, le dirigeant du principal parti de l'opposition bénéficie d'une reconnaissance institutionnelle en occupant la huitième place dans l'ordre de préséance de la République portugaise. Il est ainsi placé après les membres du gouvernement mais avant les vice-présidents de l'Assemblée de la République.

## Liste des chefs de l'opposition
| chef de l'opposition         | chef de l'opposition                                          | chef de l'opposition | Mandat                                                         | Premier ministre               | Premier ministre          | Premier ministre |
| ---------------------------- | ------------------------------------------------------------- | -------------------- | -------------------------------------------------------------- | ------------------------------ | ------------------------- | ---------------- |
|                              | Francisco Sá Carneiro                                         | PPD/PSD              | 23 juillet 1976 – 29 janvier 1978 (1 an, 6 mois et 6 jours)    |                                | Mário Soares              | PS               |
| António de Sousa Franco (pt) | 29 janvier – 2 juillet 1978 (5 mois et 3 jours)               | PPD/PSD              |                                                                |                                | Mário Soares              | PS               |
| José Menéres Pimentel        | 2 juillet – 29 août 1978 (1 mois et 27 jours)                 | PPD/PSD              |                                                                |                                | Mário Soares              | PS               |
|                              | Mário Soares                                                  | PS                   | 29 août 1978 – 9 juin 1983 (4 ans, 9 mois et 11 jours)         |                                | Alfredo Nobre da Costa    | Indépendant      |
|                              | Mário Soares                                                  | PS                   | 29 août 1978 – 9 juin 1983 (4 ans, 9 mois et 11 jours)         | Carlos Mota Pinto              | Indépendant               |                  |
|                              | Mário Soares                                                  | PS                   | 29 août 1978 – 9 juin 1983 (4 ans, 9 mois et 11 jours)         | Maria de Lourdes Pintasilgo    | Indépendant               |                  |
|                              | Mário Soares                                                  | PS                   | 29 août 1978 – 9 juin 1983 (4 ans, 9 mois et 11 jours)         | Francisco Sá Carneiro          | PPD/PSD                   |                  |
|                              | Mário Soares                                                  | PS                   | 29 août 1978 – 9 juin 1983 (4 ans, 9 mois et 11 jours)         | Diogo Freitas do Amaral (a.i.) | CDS                       |                  |
|                              | Mário Soares                                                  | PS                   | 29 août 1978 – 9 juin 1983 (4 ans, 9 mois et 11 jours)         | Francisco Pinto Balsemão       | PPD/PSD                   |                  |
|                              | Álvaro Cunhal                                                 | PCP                  | 9 juin 1983 – 6 novembre 1985 (2 ans, 4 mois et 28 jours)      |                                | Mário Soares              | PS               |
|                              | António de Almeida Santos (a.i.)                              | PS                   | 6 – 13 novembre 1985 (7 jours)                                 |                                | Aníbal Cavaco Silva       | PPD/PSD          |
| António Macedo (pt)          | 13 novembre 1985 – 29 juin 1986 (7 mois et 16 jours)          | PS                   |                                                                |                                | Aníbal Cavaco Silva       | PPD/PSD          |
| Vítor Constâncio             | 29 juin 1986 – 6 novembre 1988 (2 ans, 4 mois et 8 jours)     | PS                   |                                                                |                                | Aníbal Cavaco Silva       | PPD/PSD          |
| Jorge Sampaio                | 6 novembre 1988 – 23 février 1992 (3 ans, 3 mois et 17 jours) | PS                   |                                                                |                                | Aníbal Cavaco Silva       | PPD/PSD          |
| António Guterres             | 23 février 1992 – 28 octobre 1995 (3 ans, 8 mois et 5 jours)  | PS                   |                                                                |                                | Aníbal Cavaco Silva       | PPD/PSD          |
|                              | Fernando Nogueira                                             | PPD/PSD              | 28 octobre 1995 – 29 mars 1996 (5 mois et 1 jour)              |                                | António Guterres          | PS               |
| Marcelo Rebelo de Sousa      | 29 mars 1996 – 1er mai 1999 (3 ans, 1 mois et 2 jours)        | PPD/PSD              |                                                                |                                | António Guterres          | PS               |
| José Manuel Durão Barroso    | 1er mai 1999 – 6 avril 2002 (2 ans, 11 mois et 5 jours)       | PPD/PSD              |                                                                |                                | António Guterres          | PS               |
|                              | Eduardo Ferro Rodrigues                                       | PS                   | 6 avril 2002 – 24 septembre 2004 (2 ans, 5 mois et 18 jours)   |                                | José Manuel Durão Barroso | PPD/PSD          |
| Pedro Santana Lopes          | Eduardo Ferro Rodrigues                                       | PS                   | 6 avril 2002 – 24 septembre 2004 (2 ans, 5 mois et 18 jours)   |                                |                           | PPD/PSD          |
| José Sócrates                | 24 septembre 2004 – 12 mars 2005 (5 mois et 16 jours)         | PS                   |                                                                |                                |                           | PPD/PSD          |
|                              | Pedro Santana Lopes                                           | PPD/PSD              | 12 mars – 10 avril 2005 (29 jours)                             |                                | José Sócrates             | PS               |
| Luís Marques Mendes          | 10 avril 2005 – 28 septembre 2007 (2 ans, 5 mois et 18 jours) | PPD/PSD              |                                                                |                                | José Sócrates             | PS               |
| Luís Filipe Menezes (pt)     | 28 septembre 2007 – 31 mai 2008 (8 mois et 3 jours)           | PPD/PSD              |                                                                |                                | José Sócrates             | PS               |
| Manuela Ferreira Leite       | 31 mai 2008 – 26 mars 2010 (1 an, 9 mois et 23 jours)         | PPD/PSD              |                                                                |                                | José Sócrates             | PS               |
| Pedro Passos Coelho          | 26 mars 2010 – 21 juin 2011 (1 an, 2 mois et 26 jours)        | PPD/PSD              |                                                                |                                | José Sócrates             | PS               |
|                              | António José Seguro                                           | PS                   | 23 juillet 2011 – 22 novembre 2014 (3 ans, 3 mois et 30 jours) |                                | Pedro Passos Coelho       | PPD/PSD          |
| António Costa                | 22 novembre 2014 – 26 novembre 2015 (1 an et 4 jours)         | PS                   |                                                                |                                | Pedro Passos Coelho       | PPD/PSD          |
|                              | Pedro Passos Coelho                                           | PPD/PSD              | 26 novembre 2015 – 18 février 2018 (2 ans, 2 mois et 23 jours) |                                | António Costa             | PS               |
| Rui Rio                      | 18 février 2018 – 3 juillet 2022 (4 ans, 4 mois et 15 jours)  | PPD/PSD              |                                                                |                                | António Costa             | PS               |
| Luís Montenegro              | 3 juillet 2022 – 26 mars 2024 (1 an, 8 mois et 23 jours)      | PPD/PSD              |                                                                |                                | António Costa             | PS               |
|                              | Pedro Nuno Santos                                             | PS                   | 26 mars 2024 – 3 juin 2025 (1 an, 2 mois et 8 jours)           |                                | Luís Montenegro           | PPD/PSD          |
|                              | André Ventura                                                 | CHEGA                | depuis le 3 juin 2025 (1 mois et 23 jours)                     |                                | Luís Montenegro           | PPD/PSD          |